# 이인재 (축구인)
이인재는 (李仁載, 1967년 1월 2일 ~ ) K리그에서 활약했던 축구 선수이다. 럭키금성 황소 / LG 치타스 / 안양 LG 치타스 (현 FC 서울)에서 1989-1997 시즌 동안 공격수로 활약하며 정규리그 110경기 출전 10득점, 6도움 / 리그컵 27경기 2득점, 4도움의 기록을 남겼다.